# Fuji T-7
El Fuji T-7 (antes T-3 Kai) es un avión de entrenamiento básico japonés construido por Fuji Heavy Industries para la Fuerza Aérea de Autodefensa de Japón. Se trata de un desarrollo del anterior entrenador T-3 de Fuji, un monoplano propulsado por un motor turbohélice.

## Diseño e Historia
El Fuji T-7 fue desarrollado para satisfacer un requerimiento de la Fuerza Aérea de Autodefensa de Japón solicitando un entrenador primario o básico para reemplazar el Fuji T-3. El avión resultante fue una versión modificada de la T-3, (el cual desciende a través de la Fuji KM-2 del Beechcraft T-34 Mentor) y comparte el monomotor de ala baja y diseño monoplano del T-3, pero sustituye el motor de pistón Lycoming con un motor turbohélice Allison 250. 
Se seleccionó el T-7 sobre el Pilatus PC-7 en 1998, pero esta decisión fue anulada y la competencia reiniciada después de un escándalo de corrupción, con varios gerentes de Fuji arrestados por sobornar a un funcionario en el entonces gobernante Partido Democrático Liberal de Japón.
Fuji volvió a concursar con el T-7 (entonces conocido como el T-3 Kai) y de nuevo ganó la competición que se reanudó en septiembre de 2000, el primer avión de producción se entregó en septiembre de 2002.

## Especificaciones (T-7)

### Características generales
- Tripulación: 2
- Longitud: 8,6 m (28,2 ft)
- Envergadura: 10 m (32,9 ft)
- Altura: 3 m (9,7 ft)
- Superficie alar: 16,5 m² (177,6 ft²)
- Planta motriz: 1× turbohélice Rolls-Royce (Allison) 250-B17F turboprop.
  - Potencia:

### Rendimiento
- Velocidad máxima operativa (Vno): 376 km/h (234 MPH; 203 kt)
- Velocidad crucero (Vc): 296 km/h (184 MPH; 160 kt)
- Techo de vuelo: 7620 m (25 000 ft)